# دانيال جونسون (صحفي)
دانيال جونسون (بالإنجليزية: Daniel Johnson)‏ هو صحفي بريطاني، ولد في 26 أغسطس 1957.